# Kara Hui
Kara Hui Ying Hong (cinese tradizionale: 惠英紅; cinese semplificato: 惠英红; pinyin: Huì Yīnghóng; jyutping: Wai6 Jing1 Hung4; Shandong, 3 febbraio 1960) è un'attrice cinese di etnia manciù, sorella dell'attore Austin Wai.

## Biografia

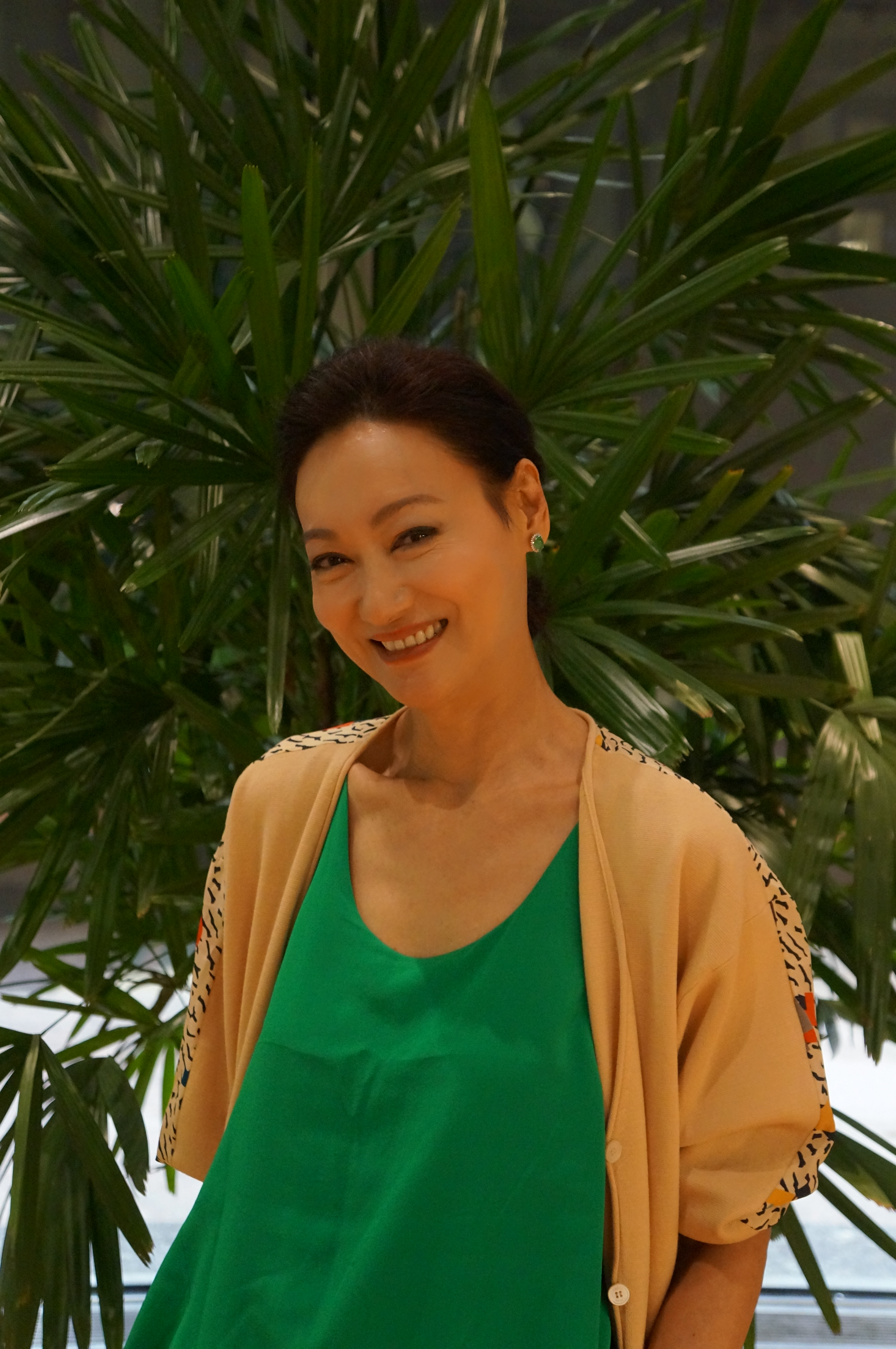
Alla prima mondiale USA Smithsonian Institution del film Happiness Hong Kong il 15 luglio 2015, Kara Wai

La famiglia di Kara si trasferì ad Hong Kong nel 1966, e la ragazza iniziò a lavorare nei nightclub a 14 anni. In un'intervista nel talk show Be My Guest, l'attrice ha rivelato che la sua famiglia perse tutto il danaro che aveva a causa di alcuni partner commerciali del padre, per questo Kara fu costretta a vendere i propri beni per le strade di Hong Kong insieme alla madre e ai fratelli. Nei primi anni di vita ad Hong Kong, la famiglia Hui ha vissuto nella baraccopoli di Rennie's Mill.
Mentre lavorava nei nightclub di Hong Kong, Kara fu scoperta dal regista di film di kung fu Lau Kar Leung, che la scritturò per recitare nel suo film del 1976 Challenge of the Masters. Dopo tale film, che lanciò la sua carriera di attrice, Kara ebbe altre collaborazioni col regista Lau, con il quale si vociferava avesse anche una storia d'amore.
L'attrice raggiunse l'apice della sua carriera nei primi anni '80, con il film My Young Auntie (1982), che le valse il premio come "Miglior Attrice" alla prima edizione degli Hong Kong Film Awards. Vinse una seconda volta il premio come "Miglior Attrice" ai ventinovesimi Hong Kong Film Awards.

## Serie televisive
| Anno | Titolo                                            | Ruolo                     | TVB Anniversary Awards                   |
| ---- | ------------------------------------------------- | ------------------------- | ---------------------------------------- |
| 1996 | Viaggio in Occidente 西遊記                       | 女儿国将军                |                                          |
| 1997 | Deadly Protection 保護證人組                      |                           |                                          |
| 1997 | Lady Flower Fist 苗翠花                           | Ma Yuk Mui 馬玉梅         |                                          |
| 1999 | At the Threshold of an Era 創世紀                 | Eva Lau Shuet Ling 劉雪玲 |                                          |
| 1999 | A Smiling Ghost Story 衝上人間                    | Fong Yuet-Ping 方月冰     |                                          |
| 1999 | Tai Ji Zong Shi 太極宗師                          | 红姨                      |                                          |
| 2001 | The Heaven Sword & the Dragon Sabre 2000 滅絕師太 |                           |                                          |
| 2006 | Safe Guards 鐵血保鏢                              | Yan Ching 殷靜            |                                          |
| 2006 | Below the Lion Rock 2006 獅子山下                 |                           |                                          |
| 2007 | On the First Beat 學警出更                        | Wong Shuk Yin 黃淑賢      |                                          |
| 2007 | ICAC Investigators 2007 廉政行動2007              | Choi Yuet Ngo 蔡月娥      |                                          |
| 2007 | Word Twisters' Adventures 鐵咀銀牙                | Poon Bak Fung 潘白鳳      |                                          |
| 2008 | Wasabi Mon Amour 和味濃情                         | Ko Kwai 高桂              |                                          |
| 2008 | Forensic Heroes II 法證先鋒II                     | Cheng Lai Ling 鄭麗玲     |                                          |
| 2008 | Legend of the Demigods 搜神傳                     | Cho Mong Yau 草忘憂       |                                          |
| 2008 | Pages of Treasures Click入黃金屋                  | Fun 芬                    |                                          |
| 2009 | Man in Charge 幕後大老爺                          | Ching Tai Niang 程大娘    |                                          |
| 2009 | Rosy Business 巾幗梟雄                            | Lau Fong 劉芳             | Nomination - Miglior Attrice di Supporto |
| 2009 | Sweetness in the Salt 碧血鹽梟                    | Choi Ngan Fa 蔡銀花       |                                          |
| 2009 | Beyond the Realm of Conscience 宮心計             | Tam Yim Sheung 譚豔裳     |                                          |
| 2010 | A Fistful of Stances                              | Cheung Sheung-chu 蔣上珠  | Nomination - Miglior Attrice di Supporto |
| 2010 | Can't Buy Me Love 韋貴妃                          |                           |                                          |
| 2010 | No Regrets 巾幗梟雄之義海豪情                     | Yeung Ng Lai-sim 楊吳麗嬋 |                                          |

## Lungometraggi
| Anno | Titolo                                     | Ruolo                              |
| ---- | ------------------------------------------ | ---------------------------------- |
| 1976 | Challenge of the Masters                   |                                    |
| 1977 | Chinatown Kid                              | Ragazza nel bordello               |
| 1977 | The Brave Archer                           | Mu Nianci                          |
| 1977 | Teenager's Nightmare: The Criminals Part 5 |                                    |
| 1977 | Il sogno della camera rossa                |                                    |
| 1978 | Invincible Shaolin                         | Xiu Yin                            |
| 1978 | Heaven Sword & Dragon Sabre Part II        |                                    |
| 1978 | The Voyage of Emperor Chien Lung           |                                    |
| 1978 | Swordsman and Enchantress                  |                                    |
| 1978 | The Cunning Hustler                        |                                    |
| 1978 | The Brave Archer 2                         | Mu Nianci                          |
| 1978 | Clan of Amazons                            |                                    |
| 1978 | Shaolin Handlock                           | Studentessa di Li                  |
| 1979 | The Tigress of Shaolin                     | Tsai Chiao                         |
| 1979 | The Last Judgement                         |                                    |
| 1979 | Life Gamble                                | Xiao Hung                          |
| 1979 | The Scandalous Warlord                     | Concubina                          |
| 1979 | Mad Monkey Kung Fu                         | Miss Chen                          |
| 1979 | The Deadly Breaking Sword                  | Xiaoqin                            |
| 1979 | The Ghost Story                            |                                    |
| 1979 | Dirty Ho                                   | Choi Hung                          |
| 1980 | Ritorno alla 36ª camera                    | Hung                               |
| 1980 | The Swift Sword                            |                                    |
| 1980 | Emperor Chien Lung and the Beauty          |                                    |
| 1980 | Heaven and Hell                            | Fidanzata di Lin Wei-Gang          |
| 1980 | Il clan del Loto Bianco                    | Mei-Hsiao                          |
| 1981 | Sword Stained with Royal Blood             |                                    |
| 1981 | Return of the Sentimental Swordsman        | Sun Hsiao Hung                     |
| 1981 | My Young Auntie                            | Cheng Tai-Nan                      |
| 1981 | Brave Archer 3                             |                                    |
| 1981 | The Martial Club                           | Chu Ying                           |
| 1981 | The Tiger and the Widow                    |                                    |
| 1981 | The Duel of the Century                    |                                    |
| 1982 | The Emperor and the Minister               |                                    |
| 1982 | Cat vs. Rat                                | Sorella di Chan                    |
| 1982 | Brave Archer 4                             |                                    |
| 1982 | Legendary Weapons of China                 | Fang Shao-Ching                    |
| 1982 | The 82 Tenants                             |                                    |
| 1982 | Buddha's Palm                              |                                    |
| 1983 | Demon of the Lute                          |                                    |
| 1983 | The Lady Is the Boss                       |                                    |
| 1984 | Three Stooges Go Undercover                |                                    |
| 1984 | New Tales of the Flying Fox                | Yuan Tzu-yi                        |
| 1984 | Eight Diagram Pole Fighter                 | Yang No.8                          |
| 1984 | Family Light Affair                        |                                    |
| 1984 | Double Decker                              |                                    |
| 1984 | The Return of Pom Pom                      | Yuen Hung/Mimi                     |
| 1984 | Long Road to Gallantry                     | Li Sai Nan                         |
| 1985 | Twinkle, Twinkle, Lucky Stars              | Ragazza del tour                   |
| 1985 | Robottino                                  | Suya                               |
| 1985 | Why Me?                                    | Moglie del giocatore d'azzardo     |
| 1985 | Journey of the Doomed                      |                                    |
| 1986 | The Story of Dr. Sun Yat-sen               |                                    |
| 1986 | Rosa                                       | Sorella di Lei                     |
| 1986 | The Seventh Curse                          | Ispettore Chiang                   |
| 1987 | Rouge                                      | Attrice che interpreta il fantasma |
| 1988 | Peacock King                               |                                    |
| 1988 | The Inspector Wears Skirts                 | May                                |
| 1988 | Pretty Women at War                        | Ah Phoh                            |
| 1989 | Mr Canton and Lady Rose                    |                                    |
| 1989 | Burning Ambition                           | Chau Siu-Hong                      |
| 1989 | They Came to Rob Hong Kong                 | Ispettore Shang                    |
| 1989 | Red Lips                                   |                                    |
| 1989 | Widow Warriors                             | Cognata                            |
| 1989 | The Inspector Wears Skirts II              |                                    |
| 1990 | Stage Door Johnny                          |                                    |
| 1990 | Angel Terminators                          | Hon                                |
| 1990 | Raid on Royal Casino Marine                | May                                |
| 1990 | Lethal Angels 2                            |                                    |
| 1991 | The Banquet                                | Serva                              |
| 1991 | Heart of Danger                            |                                    |
| 1991 | Who Cares!                                 |                                    |
| 1991 | Queen of Gambler                           |                                    |
| 1991 | The Roar of the Vietnamese                 | Yuen Wan-Yin                       |
| 1992 | The Inspector Wears Skirts IV              | May                                |
| 1992 | Behind the Curtain                         |                                    |
| 1992 | Guys in Ghost's Hand                       |                                    |
| 1992 | Zen of Sword                               | Zia di Ha Hou                      |
| 1992 | Mega Force from Highland                   |                                    |
| 1992 | Legend of the Drunken Tiger                | Leela                              |
| 1993 | Madam City Hunter                          | Siu-Hung                           |
| 1993 | Tattoo Girl                                |                                    |
| 1995 | The Vengeance                              |                                    |
| 1996 | Dragon from Shaolin                        |                                    |
| 1996 | Xiu hua da dao                             |                                    |
| 2000 | High K                                     |                                    |
| 2000 | Fist Power                                 |                                    |
| 2001 | Visible Secret                             | Madre di Siu Kam                   |
| 2003 | The Park                                   | Signora Yu                         |
| 2003 | Infernal Affairs 2                         | Sorella di Hau                     |
| 2003 | The Secret Society - Boss                  | Ex-moglie di Fai                   |
| 2003 | Night Corridor                             | Madre di Sam                       |
| 2004 | Blood Brothers                             | Madre di Wing                      |
| 2005 | A Chinese Tall Story                       |                                    |
| 2005 | Crazy N' the City                          | Rachel                             |
| 2008 | Legendary Assassin                         | Boss                               |
| 2008 | L for Love, L for Lies                     | Madre di Bobo                      |
| 2009 | At the End of Daybreak                     |                                    |
| 2010 | 72 Tenants of Prosperity                   |                                    |
| 2011 | A Chinese Ghost Story                      | Demone dell'Albero                 |
| 2011 | Swordsmen                                  |                                    |
| 2012 | Diva                                       |                                    |
| 2012 | Glory Days                                 |                                    |
| 2012 | Happiness Me Too                           |                                    |
| 2013 | Il cacciatore di vampiri                   |                                    |

- Zui hao de wo men, regia di Disa Zhang (2019)

## Premi e nomination
| Anno | Premio                                           | Categoria                   | Film                   | Risultato       |
| ---- | ------------------------------------------------ | --------------------------- | ---------------------- | --------------- |
| 1982 | Primi Hong Kong Film Awards                      | Miglior Attrice             | My Young Auntie        | Vincitore/trice |
| 2002 | Ventunesimi Hong Kong Film Awards                | Miglior Attrice di Supporto | Visible Secret         | Candidato/a     |
| 2009 | Tredicesimi TVB Anniversary Awards               | Miglior Attrice di Supporto | Rosy Business          | Candidato/a     |
| 2009 | Quarantaseiesimi Golden Horse Awards             | Miglior Attrice di Supporto | At the End of Daybreak | Vincitore/trice |
| 2010 | Sedicesimi Hong Kong Film Critics Society Awards | Miglior Attrice             | At the End of Daybreak | Vincitore/trice |
| 2010 | Quarti Asian Film Awards                         | Miglior Attrice di Supporto | At the End of Daybreak | Vincitore/trice |
| 2010 | Ventinovesimi Hong Kong Film Awards              | Miglior Attrice             | At the End of Daybreak | Vincitore/trice |
| 2010 | Decimi Chinese Film Media Awards                 | Miglior Attrice             | At the End of Daybreak | Vincitore/trice |
| 2010 | Decimo Changchun Film Festival                   | Miglior Attrice             | At the End of Daybreak | Vincitore/trice |
| 2010 | Vladivostok International Film Festival          | Miglior Attrice             | At the End of Daybreak | Vincitore/trice |
| 2010 | Quattordicesimi TVB Anniversary Awards           | Miglior Attrice di Supporto | A Fistful of Stances   | Candidato/a     |